# Karola Meeder
Karola Meeder (Baden-Baden, 1964) es una directora de cine alemana.

## Biografía
Karola Meeder nació en la pequeña localidad alemana Baden-Baden al este del estado federal Baden-Wuerttemberg y a orillas del río Rin, tocando la frontera con Francia. Estudió historia del arte en Berlín.
Empezó a trabajar como asistente de directores como Gero Erhardt, Ulrich Stark, Dieter Kehler, Hans-Jürgen Tögel y Rob Herzet. En 1986 dirigiría su primer episodio de la serie Das Traumschiff y, unos años después, le darían 9 episodios más para dirigir. Su primera película fue en 1998, Titus und der Fluch der Diamanten.
Hizo varias películas para televisión, especialmente, para el canal público ZDF, como 3 películas de la saga "Ein Summer" (literalmente, "Un verano"), todas independientes entre sí, con personajes y actores distintos, cuyo único lazo común son las historias de unas personas que deberán afrontar sus problemas en lugares lejanos de sus hogares, como fue el caso de la película que dirigió Ein Sommer in Masuren, donde se relataba la vida de una mujer alemana con síndrome de Asperger que tenía que luchar contra sus propios límites y contra los prejuicios de los demás por ser diferente, justamente cuando se encontraba fuera de su país natal.

## Obras dirigidas

### Series
- 1986: Das Traumschiff (10 episodios)
- 1995: Immenhof (10 episodios)
- 1996: Die Geliebte
- 1997: Rosamunde Pilcher (2 episodios)
- 1997: First Love - Die große Liebe
- 1999: Kanadische Träume - Eine Familie wandert aus (4 episodios)
- 2004: Inga Lindström (9 episodios)
- 2006: M.E.T.R.O. - Ein Team auf Leben und Tod (1 episodio)
- 2007: Unsere Farm in Irland (4 episodios)
- 2008: Kreuzfahrt ins Glück (3 episodios)

### Películas
- 1998: Titus und der Fluch der Diamanten
- 1998: Jedes Ende ist ein neuer Anfang
- 1999: Rivalinnen der Liebe
- 2000: Der arabische Prinz
- 2003: Auch Erben will gelernt sein
- 2003: Hilfe, ich bin Millionär
- 2004: Geheimnis der Karibik
- 2011: Engel der Gerechtigkeit
- 2013: Die Kinder meiner Tochter
- 2014: Ein Sommer in Amsterdam
- 2015: Ein Sommer im Burgenland
- 2015: Ein Sommer in Masuren
- 2016: Endstation Glück
- 2017: Anne und der König von Dresden